# Giovanni Battista Cicala Zoagli
Giovanni Battista Cicala Zoagli (* 1485 in Genua; † 1566 ebendort) war der 63. Doge der Republik Genua.

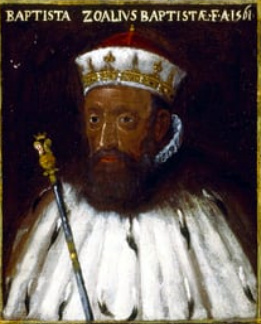
Giovanni Battista Cicala Zoagli

## Leben

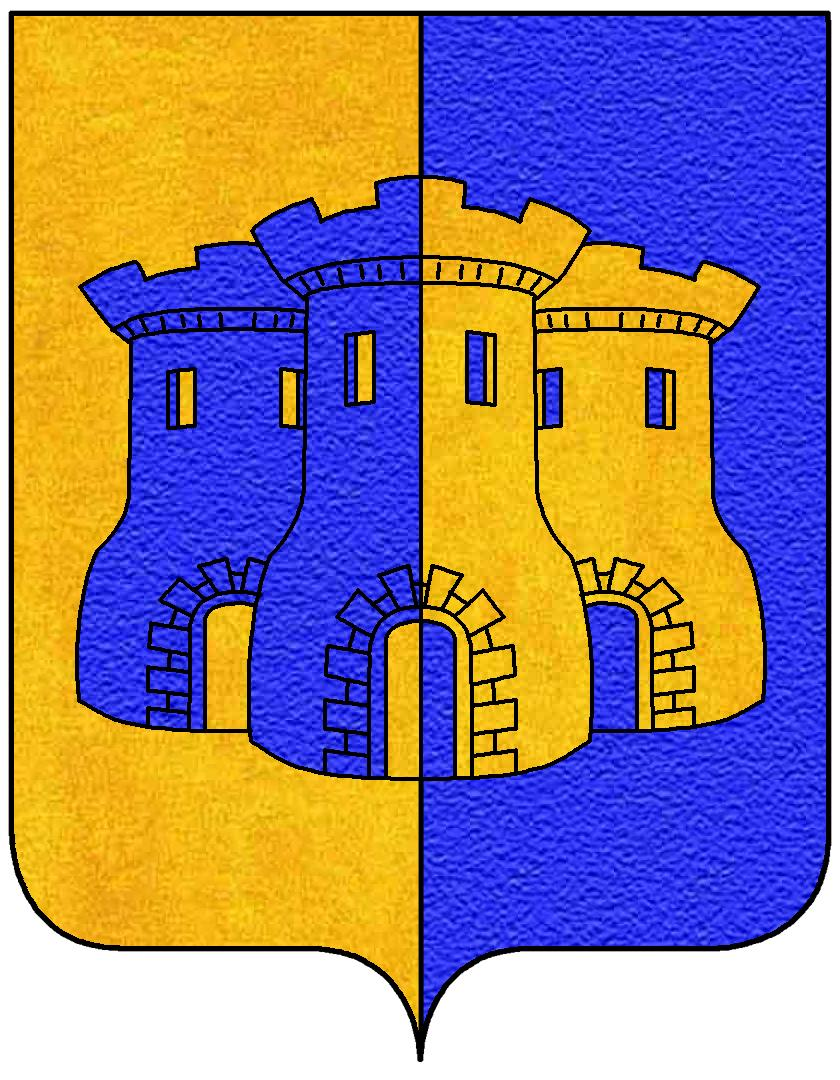
Adelswappen der Zoagli

### Politisches Leben und Ernennung zum Dogen
Er wurde als Sohn von Giorgio Zoagli und Simonetta Navone di Francesco 1485 in der ligurischen Hauptstadt geboren. Sein Vater war ein gelernter Kaufmann, der sich vor allem im Osten betätigte, wo er als Abgesandter der Banco di San Giorgio tätig war und einigen historischen Quellen zufolge auch das Amt eines Hauptmanns in der Krimstadt Caffa innehatte. Da er sich nicht um die Staatsgeschäfte kümmern musste versuchte er seine Söhne, darunter Giovanni Battista, stärker in den Handel einzubinden, der den Reichtum der Adelsfamilie Zoagli ausmachte.
Auch Giovanni Battistas erste Tätigkeiten waren von 1506 bis 1517 mit den östlichen Kolonien Genuas verbunden, wo er den Handels- und Zollverkehr überwachen und kontrollieren sollte. Er arbeitete auch im öffentlichen Dienst als Verwalter in verschiedenen Wirtschaftsämtern des genuesischen Staates. Ab 1517 taucht der Name Giovanni Battista Zoagli fast 15 Jahre lang nicht mehr unter den Leitern oder Beamten des „Staatsapparates“ auf. Im historischen Kontext der spanischen „Diktatur“, könnte man annehmen, dass er Genua aus politischen Gründen freiwillig oder unter Zwang verließ, oder dass er einfach die Handelsaktivitäten seiner Familie selbst kontrollieren wollte.
Allerdings kehrte Giovanni Battista um 1530 in die ligurische Hauptstadt zurück, zwei Jahre nach der von Admiral Andrea Doria angestrebten Verwaltungsreform. In diesem historischen Zeitraum wurde seine Familie in das Albergo dei Nobili aufgenommen und nahm den zweiten Nachnamen Cicala (oder Cigala) an. In der neuen republikanischen Phase übernahm er auch wieder staatliche Aufgaben, wie die Ernennung zum Prokurator der Republik, eine Tätigkeit zur Sicherung und Kontrolle der Staatsfinanzen, sowie die Beziehungen zur Banco di San Giorgio. In denselben Jahren war er auch als Botschafter der Republik bei Papst Clemens VII.
Sein politischer Werdegang und seine Fähigkeiten führten dazu, dass er 1537 das Amt des Gouverneurs von Korsika übernahm, und zwar in einem sehr heiklen historisch-politischen Kontext aufgrund der Unstimmigkeiten zwischen dem Frankreich des Franz I. und dem Heiligen Römischen Reich von Karl V. von Habsburg, die indirekt die wichtigste genuesische Inselkolonie betrafen. Im folgenden Jahr, 1538, wurde er als Beobachter und Botschafter (zusammen mit Nicolò Negroni) zum Kongress von Nizza entsandt, um die Friedensverhandlungen zwischen den französischen und spanischen Mächten zu beobachten. Die Kontakte der beiden genuesischen Botschafter bestand hauptsächlich darin, von Kaiser Karl V. endlich die vereinbarten 3.000 Dukaten pro Monat für den Unterhalt der kaiserlichen Truppen in der genuesischen Hauptstadt zu bekommen. Weitere Botschafterposten bekleidete Giovanni Battista Cicala Zoagli am Hof von Papst Paul III. und erneut 1541, als er zusammen mit dem ehemaligen Dogen Gaspare Grimaldi Bracelli Kaiser Karl V. auf den Giovipass traf.
Seine Beziehungen zu Admiral Andrea Doria waren intensiv und politisch freundschaftlich, so dass er eines der acht Mitglieder der Kommission war, die das von Doria angestrebte „Garibetto-Gesetz“ ausarbeiteten, eine Verwaltungsreform für die Wahl der Mitglieder des Großen und des Kleinen Rates „durch Abstimmung“ (und nicht mehr „durch Los“). Im Jahr 1556 wurde er mit der Überarbeitung der Zuordnung der Familien im Alberghi della nobiltà betraut. Der Aufstand von Sampiero Corso und die französische Besetzung der Insel Korsika im Jahr 1557 betrafen auch Giovanni Battista, der auf dringendes Ersuchen der Banco di San Giorgio mit der wirtschaftlichen Bewertung eines möglichen Übergangs der „Einflusses“ von der Banco in die Hände der Republik Genua beauftragt wurde. Möglicherweise zog er es aufgrund eines Übermaßes an Arbeit, Studium und vor allem „Berechnung“ vor, diese Aufgabe abzulehnen.
Als oberster Sindacatore, ab 1559, wurde er 1561 als Oberhaupt der Republik vorgeschlagen, ein Amt, das durch den plötzlichen Tod des Dogen Paolo Battista Giudice Calvi, der nur acht Monate zuvor gewählt worden war, am 27. September desselben Jahres frei geworden war. Mit mehr als der Hälfte der Stimmen (183 von 300) wurde er am 4. Januar zum neuen Dogen von Genua gewählt, dem 18. in zweijähriger Folge und dem 63. in der Geschichte der Republik.

### Das Dogeat
Seine Amtszeit wird von den Historikern als eine „Härteperiode“ für die Wirtschaft des genuesischen Staates angesehen. Als Doge musste er sich erneut mit dem Problem Korsikas auseinandersetzen, das wieder unter die alleinige Herrschaft der Republik und nicht mehr unter die der Banco di San Giorgio fiel, sowie andere Städte des „Festlandes“ unter die direkte Herrschaft der Republik bringen.
In den zwei Jahren, in denen er die Regierung von Genua leitete, verfolgte er eine echte Sparpolitik für den öffentlichen Haushalt und, was für den Dogen selbst noch wichtiger war, er hob die Zahlungsunfähigkeit Genuas (sowohl des Staates als auch seiner Bürger) gegenüber den Gläubigern ganz oder fast auf. Ein besonderer Fall, der in den Chroniken der damaligen Zeit erwähnt wird, ist der der Brüder Giacomo und Agostino Lercari, Adlige und Kaufleute in Antwerpen, die der französischen Krone 25.000 Scudi schuldeten. Da sie nicht in der Lage waren die Summe zu zahlen, vor allem und auch wegen des guten Rufs den Genua im Ausland genoss, schloss der Doge ein besonderes Abkommen ab, an dem er persönlich mit einer großen Summe und zusammen mit sechs anderen Senatoren beteiligt war, um die Schulden beim französischen König zu begleichen. Andere Aktivitäten betrafen die Korrespondenz mit dem Erzbischof von Mailand Karl Borromäus, dem Vermittler beim Heiligen Stuhl, für die Restaurierung von Kirchen und anderen Kultstätten oder den Verkauf der Festung Brunella in Aulla an die Familie Centurione und anderer genuesischer Besitzungen in Spanien (eine Aufgabe, die den früheren Dogen Agostino Pinelli Ardimenti und Giacomo Promontorio übertragen wurde).
Am Ende seiner Amtszeit im Januar 1563 wurde er zum ewigen Prokurator ernannt und unterzeichnete in dieser Eigenschaft 1565 den vom Dogen Giovanni Battista Lercari zwischen Genua und dem Kaiser abgeschlossenen Vertrag über ein Darlehen von 10.000 Scudi an letzteren.
Giovanni Battista Cicala Zoagli starb 1566 in Genua und wurde in der Basilica della Santissima Annunziata del Vastato beigesetzt.

### Privatleben
Um 1510 heiratete er Bianca Bonassoni di Michele, mit der er drei Söhne hatte: Vincenzo, Stefano (der vor seinem Vater starb) und Giorgio, wobei letzterer viel später als seine Brüder geboren wurde. Nur der erste, Vincenzo, trat in die politischen Fußstapfen seines Vaters und führte auch die direkte Linie der Familie Cicala Zoagli fort.